# Ribeira de Calhau
Ribeira de Calhau es una localidad caboverdiana del municipio de São Vicente.

## Geografía
La localidad está situada en la isla de São Vicente.

## Organización territorial
La localidad abarca los lugares y barrios de:
- Calhau
- Madeiral
- Ribeira de Calhau